# Filip Mladenović
Filip Mladenović ( em sérvio:  Филип Mлaдeнoвић  ;Čačak -15 de agosto de 1991) é um futebolista profissional sérvio que joga como lateral-esquerdo do Panathinaikos. Mladenović estreou-se pela seleção da Sérvia em 2012.

## Carreira no clube

### Borac Čačak
Ele se tornou um membro da equipe sênior do Borac na temporada 2010-11, fazendo 18 jogos na liga naquela temporada. Ele jogou como lateral-esquerdo .

### Estrela Vermelha de Belgrado
Mladenović assinou um contrato de quatro anos com o Red Star Belgrado em 17 de dezembro de 2011. Durante o verão de 2013, o Red Star participou da Uhrencup na Suíça, onde perdeu a final contra o FC Basel por 2–1. Mladenović marcou pelo Red Star e foi eleito o melhor jogador do jogo, pelo qual deveria receber um relógio como prêmio, mas rejeitou por decepção com a derrota. No final de 2013, a situação financeira do Red Star tornou-se muito instável, pois os jogadores e a equipe não estavam sendo pagos após vários meses de espera. Apesar dos gols frequentes e do corpo esguio, Mladenović foi jogado principalmente como lateral-esquerdo sob o comando do técnico Ricardo Sá Pinto, que disse que o estilo de jogo de Mladenović o lembrava de Fábio Coentrão . Um êxodo começou quando Sá Pinto anunciou em coletiva de imprensa emocionada ao dizer que não poderia mais trabalhar no Red Star devido a instabilidades na administração da equipe. Em 5 de outubro de 2013, Mladenović entrou com um pedido de rescisão de seu contrato com o Red Star. O Comitê de Arbitragem do FSS decidiu a favor de Mladenović em 23 de novembro, dando-lhe o status de agente livre . Após a decisão sobre Mladenović e Marko Vešović, o técnico Slaviša Stojanovič tirou os dois jogadores do time principal, mas legalmente ainda eram membros do Red Star até a janela de transferências do inverno de 2013–14.

### 1. FC Köln
Em 5 de janeiro de 2016, Mladenović assinou um contrato de três anos e meio com o 1. FC Köln .

## carreira internacional
Fez sua estreia pela seleção nacional de futebol da Sérvia sob o comando do técnico Siniša Mihajlović em 31 de maio de 2012, na derrota por 2 a 0 para a França .
| Sérvia | Sérvia      | Sérvia |
| Ano    | aplicativos | Metas  |
| ------ | ----------- | ------ |
| 2012   | 1           | 0      |
| 2013   | 0           | 0      |
| 2014   | 0           | 0      |
| 2015   | 0           | 0      |
| 2016   | 5           | 0      |
| 2017   | 0           | 0      |
| 2018   | 0           | 0      |
| 2019   | 4           | 0      |
| 2020   | 5           | 1      |
| 2021   | 3           | 0      |
| 2022   | 1           | 0      |
| Total  | 19          | 1      |

| Não. | Encontro               | Local                                 | Boné | Oponente | Pontuação | Resultado | Concorrência                      |
| ---- | ---------------------- | ------------------------------------- | ---- | -------- | --------- | --------- | --------------------------------- |
| 1.   | 18 de novembro de 2020 | Estádio Rajko Mitić, Belgrado, Sérvia | 15   | Rússia   | 5 –0      | 5–0       | Liga das Nações B da UEFA 2020–21 |

1. ↑   Arquivado em 2016-03-04 no Wayback Machine Sportske: Mladenović potpisao za Zvezdu. (em sérvio) 17 December 2011
2. ↑   Blic Sport: N. Todorović. Blic Sport: Mladenović: Sudije nas pokrale, sat namenjen meni neka daju njima (em sérvio) July 9, 2013. Retrieved November 11, 2015.
3. ↑  B92 (10 de abril de 2013). «SP: Dejo kao Zizu, Filip = Fabio». Consultado em 11 de novembro de 2015
4. ↑   Novosti: Mladenović povlači tužbu protiv Zvezde? (em sérvio) October 25, 2013. Retrieved November 11, 2015.
5. ↑   MIHAJLO VIDOJEVIĆ. Sportske: Mladenović slobodan ali igra za Zvezdu. (em sérvio) November 23, 2013. Retrieved November 11, 2015.
6. ↑   DARKO MITROVIĆ. Sportske: Zvezda – Vešović i Mladenović otpisani. (em sérvio) November 30, 2013. Retrieved November 11, 2015.
7. ↑  «FC holt Filip Mladenovic» [FC signs Filip Mladenovic] (em alemão). 1. FC Köln. 5 de janeiro de 2016. Consultado em 5 de janeiro de 2016
8. ↑   Vecernje Novosti (Serbian): Mladenović: Ovo mi je najlepši deo života